# Portrait de Tommaso Inghirami
Le Portrait de Tommaso Inghirami ou Fedra Inghirami est une peinture à l'huile sur bois de 91 × 61 cm, datant de l'an 1509, du peintre Raphaël. Il existe deux copies du tableau dont une conservée  à la Galerie Palatine, à Florence et la seconde au musée Isabella Stewart Gardner à Boston.

## Histoire
Le personnage représenté à son bureau est le prélat Tommaso Inghirami un humaniste né à Volterra en 1470 et qui était au service du pape Léon X. Très populaire orateur et acteur, il était un ami de Raphaël et  était surnommé Phèdre,. Comme on peut le voir sur son portrait, il souffrait de strabisme divergent.
Le tableau du Palais Pitti, qui a été probablement commissionné à Raphaël dans les premières années du séjour romain de l'artiste (1509), faisait partie de la collection du cardinal Léopold de Médicis. Après sa mort, la peinture rejoignit le palais Pitti jusqu'en 1799, puis, à la suite du traité de Tolentino, elle fut emportée en France et rendue finalement au musée en 1816.

## Description
Le personnage est représenté en buste assis à son bureau, tourné de trois-quarts vers la gauche dans ses habits rouges sur un fond sombre, le plumier à la main devant un cahier, le regard dirigé vers le plafond à la recherche de son inspiration. Son strabisme divergent est clairement visible.

## Analyse
Connu pour son réalisme et son souci du détail, le tableau rappelle les œuvres de Hans Holbein l'Ancien, par lesquelles Raphaël peut avoir été influencé dans son exécution. Le style rappelle un autre tableau de Raphaël le Portrait d'Agnolo Doni (1506 environ), que Claudio Strinati décrivait en 1998 comme étant d'une « clarté impitoyable ».
D'après le Cambridge Companion to Raphael de 2005, le tableau est « la première référence dans laquelle Raphaël a introduit la notion de mouvement », par une  « torsion du corps », visible dans la composition. Au moyen de ce dispositif, Raphaël détourne l'attention du spectateur de la malformation physique du sujet représenté,.

## Sources
- (en) Cet article est partiellement ou en totalité issu de l’article de Wikipédia en anglais intitulé « Portrait of Tommaso Inghirami » (voir la liste des auteurs).